# Ormosia crassivalvis
Ormosia crassivalvis är en ärtväxtart som beskrevs av François Gagnepain. Ormosia crassivalvis ingår i släktet Ormosia och familjen ärtväxter. Inga underarter finns listade i Catalogue of Life.